# خورشیدفرشته گلوآمتیست
خورشیدفرشته گلوآمتیست (نام علمی: Heliangelus amethysticollis) گونه‌ای مرغ مگس در تبار خورشیدفرشته‌تباران (Lesbiini) از زیرتیرهٔ خورشیدیان (Lesbiinae) است که در بولیوی، اکوادور و پرو یافت می‌شود.

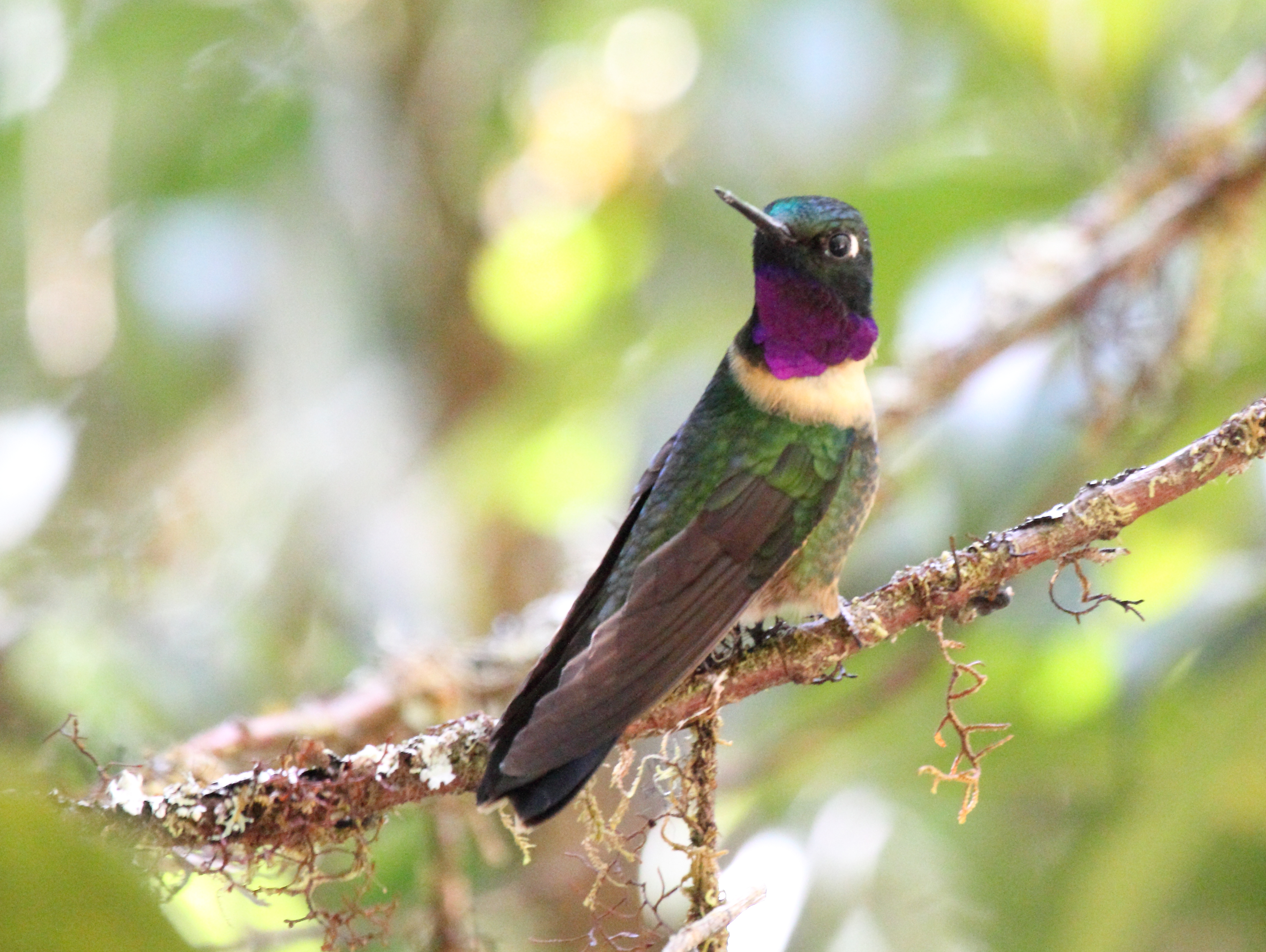
پرو، ۲۰۱۳